# Gaston I. de Foix-Grailly
Gaston I. de Foix-Grailly († nach 1455) war von 1412 bis 1451 Captal de Buch, Graf von Bénauges und Vizegraf von Castillon, Herr von Grailly. Seit 1438 war er ein Ritter des Hosenbandordens. Gaston war der zweite Sohn und Erbe von Archambaud de Grailly und dessen Ehefrau Gräfin Isabelle von Foix.
Über seinen Vater entstammte Gaston der Familie Grailly, die ursprünglich am Genfersee beheimatet war. Im Dienste des englischen Königs stehend, nahm diese Familie seit mehreren Generationen als Captale de Buch die Statthalterschaft Englands in der Gascogne war. In dieser Funktion nahmen die Grailly im Hundertjährigen Krieg gegen Frankreich eine führende Rolle ein. Doch durch die Heirat seines Vaters mit der Erbin des Hauses Foix geriet die Familie in die Abhängigkeit des Kriegsgegners Frankreichs. Die französische Krone war nicht bereit den Verlust des umfangreichen Erbes von Foix an eine Familie hinzunehmen, die treu zu England stand. Nachdem Gastons Eltern den militärischen Druck Frankreichs nichts entgegensetzen konnten, unterwarfen sie sich in dem, am 10. Mai 1399 geschlossenen, Vertrag von Tarbes dem französischen König.
Gemäß diesem Vertrag musste Gaston gemeinsam mit seinem älteren Bruder Johann an den königlichen Hof zu Paris übersiedeln. Dort sollten sie als Geiseln die Treue ihrer Eltern zu Frankreich garantieren und eine standesgemäße Erziehung erhalten. Nachdem aber 1412 Gastons Vater verstorben war, erbte er dessen Besitzungen darunter auch das Captalat von Buch, wofür er den englischen König als Lehnsherren anerkennen musste, während sein älterer Bruder das mütterliche Erbe erhalten sollte, für das wiederum dem französischen König gehuldigt werden musste. Somit war die Familie Foix-Grailly in beiden Lagern des Hundertjährigen Krieges vertreten, denn Gaston sollte in diesem wie schon seine Vorfahren für England kämpfen.
Im Spätsommer 1415 war Gaston Angehöriger des Heeres mit dem der englische König Heinrich V. an der Küste der Normandie landete und in den folgenden Jahren den größten Teil dieser Region eroberte. Dabei nahm Gaston auch an der siegreichen Schlacht von Azincourt am 25. Oktober desselben Jahres teil. Auf der französischen Gegenseite kämpfte sein Bruder Graf Johann I. von Foix. Am frühen Morgen des 31. Juli 1419 eroberte Gaston nach einem Nachtmarsch Pontoise dessen Verteidiger, der Sire de l’Isle-Adam, von diesem schnellen Zug überrascht die Stadt kampflos auslieferte. Dadurch war das Tor für das englische Heer in die Île-de-France geöffnet. Nachdem König Heinrich 1420 im Vertrag von Troyes als rechtmäßiger Thronerbe Frankreichs anerkannt wurde, erhielt Gaston 1421 die Grafschaft Longueville als Lehen, das er aber nach dem Tod des Königs 1422 wieder verlor. Nach dem Auftreten der Jungfrau von Orléans wendete sich das Kriegsglück zugunsten Frankreichs, auch in der Gascogne fiel Gastons Besitz in die Hände der Franzosen. Dennoch verweigerte er am 12. Juni 1451 die Unterzeichnung des Vertrages von Pons, der das Verhältnis der französischen Krone zu dem gascognischen Adel regelte, ebenso wie die Huldigung zu König Karl VII. von Frankreich. Stattdessen verkaufte er das Captalat zu gleichen Teilen an seinen Neffen Graf Gaston IV. von Foix und an den Grafen Jean de Dunois.
Gaston nahm sein Exil im aragonesischen Meilles, wo er auch verstarb.

## Ehe und Nachkommen
Gaston I. de Foix-Grailly war seit 1410 verheiratet mit Marguerite, einer Tochter des Sire Arnaud-Amanieu d’Albret und dessen Ehefrau Marguerite de Bourbon. Aus dieser Ehe gingen drei Kinder hervor:
- Jean IV. († 1485), Earl of Kendal, ab 1461 Captal de Buch, Graf von Béanuges, Vizegraf von Castillon und Meilles
- Isabelle († 1504)

⚭ I) Jacques de Pons, Vizegraf eines Teils von Turenne
⚭ II) 1462 Don Pedro de Peralta y Ezpeleta, Conde de Santiseban y Lerín (vermutlich ein Urenkel König Karls II. von Navarra) (Haus Frankreich-Évreux)
- Agnes, verheiratet mit Pey Poton de Lamensan

Weiterhin sind noch vier uneheliche Kinder von Gaston bekannt:
- Gaston, Vorsteher der Zisterzienserabtei von Belleperche bei Cordes-Tolosannes (Département Tarn-et-Garonne)
- Jeannette
- Marguerite
- Jeanne

| Personendaten    | Personendaten                                                |
| ---------------- | ------------------------------------------------------------ |
| NAME             | Gaston I. de Foix-Grailly                                    |
| KURZBESCHREIBUNG | Captal de Buch, Graf von Bénauges und Vizegraf von Castillon |
| GEBURTSDATUM     | vor 1410                                                     |
| STERBEDATUM      | nach 1455                                                    |